# Bobbi Eden
Bobbi Eden (pseudonimo di Priscilla Hendrikse; L'Aia, 3 gennaio 1980) è un'ex attrice pornografica olandese.

## Biografia
Nata Priscilla Hendrikse all'Aia, iniziò a 18 anni la carriera di modella glamour; si classificò seconda all'edizione olandese del Penthouse Pet of the Year e, successivamente, fu modella in giro per l'Europa per articoli vari come cataloghi di lingerie, scarpe, settimanali.
A seguire lavorò per due anni in una voyeurhouse. Recatasi in Inghilterra, comparve su riviste come Club, Men Only e Soho.
Durante il Campionato mondiale di calcio 2010, Bobbi Eden è salita agli onori della cronaca richiamando l'attenzione dei media, dopo che il 28 giugno 2010 ha annunciato su Twitter che avrebbe praticato del sesso orale con tutti i suoi follower di Twitter se la Nazionale di calcio dei Paesi Bassi avesse vinto la Coppa del Mondo. In seguito al clamore suscitato dall'iniziativa altre sue colleghe hanno promesso di darle una mano, tra cui la nota Vicky Vette, formando così un vero e proprio team.

## Riconoscimenti
- 2003 Best European actress
- 2004 European X Award – Best Actress (Benelux)[6]

## Filmografia
- 18 and Lost in Cleveland (2002)
- Blue Jean Blondes 5 (2002)
- Deep Throat This 7 (2002)
- Duchess (2002)
- North Pole 34 (2002)
- Oral Adventures of Craven Moorehead 16 (2002)
- Private Reality 11: Singularity (2002)
- Private Reality 12: Dangerous Girls (2002)
- Pussyman's Decadent Divas 19 (2002)
- Screaming Orgasms 8 (2002)
- Sorority Babes 2 (2002)
- Up and Cummers 110 (2002)
- Young and Cumming (2002)
- All Sex (2003)
- Amsterdam Sex Games (2003)
- Blow Me Sandwich 3 (2003)
- Cleopatra 1 (2003)
- Contacts (2003)
- Cumstains 2 (2003)
- Fresh Porn Babes 2 (2003)
- Girls Gone Cock Wild 1 (2003)
- Hook-ups 4 (2003)
- Hot Bods and Tail Pipe 29 (2003)
- House of Games (2003)
- Jack's Playground 3 (2003)
- Maximum Thrust 2 (2003)
- Mystified 1: The Vision (2003)
- Performing Ass (2003)
- Private Eye (2003)
- Private Life of Jodie Moore (2003)
- Private Reality 13: Explosive Women (2003)
- Private Reality 15: Never Say No (2003)
- Real Female Masturbation 19 (2003)
- Rub The Muff 8 (2003)
- Settimo Paradiso (2003)
- Superwhores 1 (2003)
- Taped College Confessions 17 (2003)
- Virgin Surgeon 1 (2003)
- Wet Dreams Cum True 1 (2003)
- Big Cock Seductions 11 (2004)
- Biggz and the Beauties 8 (2004)
- Craving Big Cocks 1 (2004)
- Cum Swapping Sluts 7 (2004)
- Dirty Girlz 3 (2004)
- Dripping Wet Sex 10 (2004)
- Erotic Stories: Lovers and Cheaters 2 (2004)
- Evil Vault 1 (2004)
- Extreme Behavior 5 (2004)
- First Class Euro Sluts 3 (2004)
- Foot Seduction 19 (2004)
- Highway (2004)
- I Wanna Be Your Fuck Doll (2004)
- Initiations 15 (2004)
- Intensitivity 2 (2004)
- Iron Head 2 (2004)
- Kiss Me Deadly (2004)
- One on One 4 (2004)
- Peter North's POV 1 (2004)
- Private Reality 21: Fuck Me (2004)
- Private Story Of Bobbi Eden (2004)
- Pussy Foot'n 10 (2004)
- Rear End Enthusiasts (2004)
- Sex Experiment (2004)
- Sex Therapist (2004)
- Straight A Student (2004)
- There's Something About Bobbi (2004)
- Virtual Dreams With Bobbi Eden (2004)
- Absolute Desire (2005)
- Adventures of Be the Mask 3 (2005)
- Ass Ho's 3 (2005)
- Book of Sex (2005)
- College Cherries (2005)
- Cum on My Face 3 (2005)
- Girlvana 1 (2005)
- Gossip Sex (2005)
- Leg Love 1 (2005)
- Lez-Mania 1 (2005)
- My Neighbors Daughter 6 (2005)
- Pleasures Of The Flesh 10 (2005)
- Sex Rebels (2005)
- She Licks Girls 1 (2005)
- Sodomia (2005)
- Superwhores 1 Collector's Edition (2005)
- 24 Hours in London (2006)
- Big Titties 4 (2006)
- Fuck To Pop (2006)
- Private XXX 31: Hot Beavers (2006)
- Barefoot Blonde Babes 2 (2007)
- Cock Fuckers (2007)
- Girls in White 5 (2007)
- Tear It Up (2007)
- All Alone 3 (2008)
- Anal Prostitutes On Video 5 (2008)
- Bobbi Eden in Bondage (2008)
- Fetish De Luxe (2008)
- Finger Licking Good 5 (2008)
- Fishnets 8 (2008)
- Head Case 3 (2008)
- MILF Invaders 7 (2008)
- MILF Magic 2 (2008)
- Sasha Grey's Anatomy (2008)
- Throat Fucks 1 (2008)
- Women Seeking Women 39 (2008)
- Women Seeking Women 43 (2008)
- Ass Fanatic 6 (2009)
- Burning Ice 3: Silvia Saint (2009)
- Deep Impact (Bluebird) (2009)
- Fem Luminoso (2009)
- MILFs in Heat 4 (2009)
- Porn Stars...Ultimate Sex Partners 2 (2009)
- North Pole 79 (2011)
- Cuntry Girls (2012)
- Squirt Your Cum on My Fucking Face (2012)